# Karin Stevens
Karin Stevens est une joueuse de football néerlandaise, née à Maastricht (Pays-Bas), le 11 juin 1989. Elle a arrêté sa carrière en 2011.

## Distinctions
- Meilleure buteuse du Championnat des Pays-Bas en 2008
- Élue sportive de l'année à Maastricht en 2006, 2007, 2008